# Western Maryland Railway
Western Maryland Railway (учётная марка WM) — американская железная дорога I класса расположенная на территории штатов Мэриленд, Пенсильвания и Западная Виргиния. Дорога преимущественно занималась перевозкой грузов, большую часть которых составлял уголь, также существовали и пассажирские перевозки.
В 1973 году Western Maryland Railway стала частью холдинга Chessie System, хотя продолжала заниматься перевозочной деятельностью самостоятельно. В мае 1975 года произошли изменения и перевозки переместились на параллельные линии Baltimore and Ohio Railroad. В 1983 году произошло полное объединение с Baltimore and Ohio Railroad, затем произошло слияние с дорогой Chesapeake and Ohio Railway, ныне бывшие линии Western Maryland Railway принадлежат CSX Transportation.

## История
Главная линия дороги началась с аренды в 1852 году дороги Baltimore, Carroll and Frederick Railroad с целью постройки железнодорожной линии от Балтимора по направлению на округ Вашингтон. Генеральная ассамблея Мэриленда изменяет название компании на Western Maryland Rail Road Company. Собственно задуманное строительство начато было в 1857 году.
Приходя в населённые пункты железная дорога традиционно способствовала развитию экономики региона, но иногда просила и немало горя. Самым невезучим на линии Western Maryland Railway можно назвать город Термонт. 17 июня 1905 года 16 мужчин из Термонта погибли в железнодорожной катастрофе, когда грузовой поезд, идущий на запад, столкнулся лоб в лоб с другим поездом. Для небольшого городка это стало настоящим потрясением. Едва жители оправились, 25 июня 1915 года, к западу от Термонта, произошла новая катастрофа; на этот раз погибло 6 человек.